# Hoshi (cantante surcoreano)
Kwon Soon-young (Hangul: 권순영, Hanja: Quán Shùn Róng; Namyangju, Provincia de Gyeonggi, 15 de junio de 1996), más conocido como Hoshi (Hangul: 호시), es un cantante, modelo, compositor, coreógrafo y bailarín. Es uno de los miembros del grupo Seventeen.

## Biografía
Tiene una hermana mayor.
En el 2017 se anunció que había sido aceptado en el "Dong-Ah Institute of Media and Arts".
Habla con fluidez coreano y japonés, también habla mandarín básico.
En agosto de 2017 fue diagnosticado con enteritis (inflamación del intestino delgado). En noviembre del 2018 su agencia anunció que se había dislocado el hombro durante uno de los conciertos del grupo, pero que ya había recibido atención.

## Carrera
Es miembro de la agencia "PLEDIS Entertainment".
Desde el 2015 forma parte del grupo surcoreano "Seventeen" junto a S.Coups, Jeonghan, Joshua, Jun, Wonwoo, Woozi, DK, Mingyu, The8, Seungkwan, Vernon y Dino. En el grupo tiene la posición de vocalista, bailarín y líder de la unidad de baile.
El 13 de marzo de 2018, Pledis entertainment anunció el debut de una unidad especial de Seventeen, llamada "BooSeokSoon (BSS)", la cual está conformada por Hoshi, Dk, y Seungkwan. La subunidad debutó a mediados de marzo con la canción "Just Do It".

## Filmografía

### Programas de variedades
| Año              | Título                             | Notas                                                   |
| ---------------- | ---------------------------------- | ------------------------------------------------------- |
| 2020             | Running Man                        | (ep. #529) - invitado - junto a Mingyu                  |
| 2018             | Dancing High                       | (ep. #7-8) - juez invitado                              |
| 2018             | King of Mask Singer                | (ep. #153-154) - participó como "Camping Boy"           |
| 2018             | Unexpected Q                       | (ep. #12) - invitado                                    |
| 2018             | Idol Room                          | (ep. #11) - invitado - junto a Seventeen                |
| 2018             | Amazing Saturday                   | (ep. #11) - invitado - junto a DK                       |
| 2018             | Creaking Heroes                    | miembro                                                 |
| 2018             | Hello Counselor                    | (ep. #365) - invitado - junto a Seungkwan               |
| 2017, 2018       | Immortal Songs: Singing the Legend | (ep. #289-290, 310, 353) - invitado - junto a Seventeen |
| 2015, 2017, 2018 | Weekly Idol                        | (ep. #222, 308, 342) - invitado - junto a Seventeen     |
| 2016             | Yang and Nam Show                  | (ep. #7) invitado - junto a Seventeen                   |
| 2016             | Star Show 360                      | (ep. #5-6) invitado - junto a Seventeen                 |
| 2016             | The Boss is Watching               | participante - junto a Seventeen                        |
| 2015             | Running Man                        | (ep. #271-272) - invitado - junto a Seventeen           |
| 2015             | Baek Jong-won's Top 3 Chef King    | (ep. #12) - invitado - junto a Seventeen                |
| 2015             | After School Club                  | (ep. #166) - invitado - junto a Seventeen               |

### Reality show

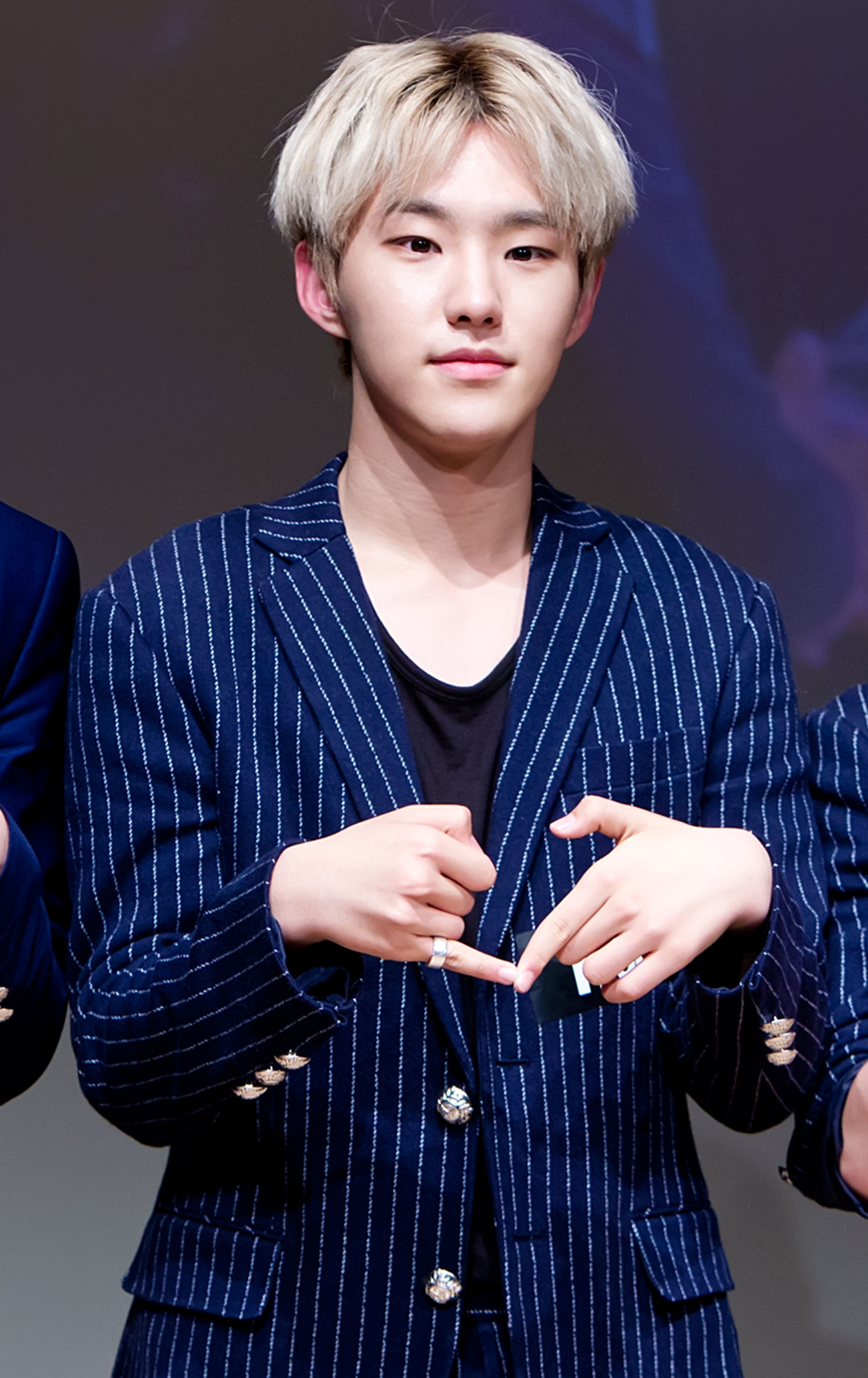
Hoshi durante una firma de autógrafos en octubre del 2015.

| Año  | Título                             | Notas                       |
| ---- | ---------------------------------- | --------------------------- |
| 2018 | SVT Club                           | miembro - junto a Seventeen |
| 2018 | Going Seventeen Spin-off           | miembro - junto a Seventeen |
| 2017 | Going Seventeen                    | miembro - junto a Seventeen |
| 2017 | Seventeen's One Fine Day: In Japan | miembro - junto a Seventeen |
| 2016 | Seventeen's One Fine Day           | miembro - junto a Seventeen |
| 2015 | Seventeen Project: Big Debut Plan  | miembro - junto a Seventeen |

### Eventos
| Año  | Título                                                 | Notas                            |
| ---- | ------------------------------------------------------ | -------------------------------- |
| 2018 | 2018 Idol Star Athletics Championships Chuseok Special | participante - junto a Seventeen |
| 2018 | 2018 Idol Star Athletics Championships                 | participante - junto a Seventeen |
| 2017 | 2017 Idol Star Athletics Championships                 | participante - junto a Seventeen |

### Videos musicales
| Año  | Grupo       | Canción | Notas |
| ---- | ----------- | ------- | ----- |
| 2012 | NU'EST      | "Face"  |       |
| 2012 | Hello Venus | "Venus" |       |

### Presentador
| Año | Programa                        | Notas             |
| --- | ------------------------------- | ----------------- |
| -   | Hoshi and Seungkwan's Andromeda | junto a Seungkwan |

## Discografía
Hoshi compuso la canción Highlight para el miniálbum "GOING SEVENTEEN".